# محمد بن فهد العيسى
محمد بن فهد بن عبد الله العيسى (1923- 2013)، شاعر ودبلوماسي سعودي، كان عضوًا في مجلس الشورى، وسفيرًا للسعودية في عدة دول، إلى جانب تقلّده لعدد من المناصب الحكومية، ولد في عنيزة عام 1923، ومسقط رأس آبائه صبيح وهي بلدة من أقدم القرى في عالية صحراء القصيم، إلى جهة الشمال الغربي من مدينة بريدة، وله من الدواوين 13، وقد أعدت عنه ابنته إيمان العيسى سيرة حياته عام 2018، بعنوان (محمد الفهد العيسى.. سفير الكلمة والدبلوماسية).

## سيرته العملية
كان والده من رجال الملك عبد العزيز لذلك وجد رعاية ونشأة متماثلة مع أقرانه ممن كان في زمنه والذين كان لهم دور جبَّّار في بناء وخدمة المملكة العربية السعودية أثناء عهد نهضتها وتطورها. حصل على شهادته الثانوية في عام 1359هـ حيث كانت الشهادة الثانوية من أعلى الشهادات العلمية في المملكة العربية السعودية آنذاك. وبعد تخرجه عيِّن في وزارة الخارجية في عام 1359هـ، ثم نُقلت خدماته إلى مصلحة الزكاة والدخل (الهيئة العامة للزكاة والدخل حالياً) في وزارة المالية والاقتصاد الوطني (وزارة المالية حاليا) عام1372هـ ثم نقلت خدماته إلى وزارة العمل والشؤون الاجتماعية (وزارة العمل والتنمية الاجتماعية حالياً) عام 1381هـ؛ عيِّن وكيلا ثم مديراً لمكتب العمل ثم مديراً عام على الوزارة ثم نقل إلى الديوان العام لوزارة الخارجية وعيِّن رئيساً لإداة الشؤون الإدارية والقانونية ثم قدِّم سفيراً للمملكة لدى جمهورية موريتانيا عام 1392ه ثم سفيراً للمملكة لدى دولة قطر عام 1395هـ ثم سفيراً للمملكة لدى دولة الكويت عام 1402ه ثم سفيراً للمملكة لدى المملكة الأردنية الهاشمية عام 1407هـ ثم سفيراً للمملكة لدى سلطنة عمان عام 1415هـ ثم عين عضواً لمجلس الشورى عام 1417هـ ثم سفيراً لدى مملكة البحرين عام 1420هـ. عيِّن عضو لجنة محاسبة إحدى الشركات التابعة لأرامكو ثم عضواً في لجنة المقابلة لتوظيف مفتشي الضمان الاجتماعي ثم عضو لجنة المقابلة للموظفين المتقدمين للعمل في وزارة العمل والشؤون الاجتماعية ثم عضو لجنة الشؤون الخارجية في مجلس الشورى ورئيس لجنة المتقدمين للعمل في وزارة الخارجية شارك في عضوية وفد المملكة العربية السعودية في المؤتمرات الخليجية والعربية والإسلامية. صدر له كتاب (الدرعية قاعدة الدولة السعودية الأولى)
وله ثلاثة عشر ديوان شعر. له مقالات وبحوث نشرت في عدد كبير من الصحف السعودية والخليجية والعربية. اجتاز دورات في الإدارة والتنمية والمصارف من جامعة برادفورد في المملكة المتحدة البريطانية والجامعة الأمريكية فيبير وجامعة ميتشيجين في الولايات المتحدة الأمريكية. نال وسام الملك عبد العزيز من الدرجة الممتازة ونال وسام الاستحقاق الوطني من جمهورية موريتانيا ونال وسام الاستحقاق الوطني من دولة قطر ونال الميدالية الذهبية للمستشرق الهولندي المسلم عبد الكريم حرمانوس من جمعية المستشرقين في هولندا. وقد تقلَّد العديد من المناصب خلال حياته العملية ثم تقاعد من خدمة الدولة عام 1422هـ بعد قضائه 57 سنة متشرفاً بخدمته لوطنه ومليكه.

## دواوينه الشعرية
1. على مشارف الطريق في بيروت 1963.
2. ليديا 1963.
3. دروب الضياع. 1980.
4. الإبحار في ليل الشجن 1980.
5. الحرف يزهر شوقا عمّان 1989.
6. ندوب 1994.
7. حداء البنادق. 1997.
8. ليلة استدارة القمر. البحرين 2001.
9. الكبرياء في مقالع الريح.
10. القول في قصائد.
11. أين قفاة الأثر!!؟ 2007.
12. عاشق من أرض عبقر 2007.[3]
13. عندما يزهر الحب. 2013.[4]
14. الأعمال الشعرية الكاملة: محمد الفهد العيسى. جمع وتوثيق: إيمان محمد فهد العيسى. 2019.[5]